# Выборгские драккары
Выборгские драккары — деревянные корабли-памятники в Выборге.
Расположены на набережной 40-летия ВЛКСМ в центре города, на берегу Большого Ковша вблизи от гостиницы «Дружба». Считаются одним из символов города.

## История
В первой половине 1980-х годов в окрестностях Выборга проводились съёмки историко-приключенческого фильма «И на камнях растут деревья» о событиях эпохи викингов, происходивших в IX веке. По заказу киностудии имени М. Горького для съёмок петрозаводским судостроительным заводом «Авангард» в 1984 году были изготовлены двадцатичетырёхметровые ладьи с резными головами драконов (копии древних драккаров). Прообразом послужил Гокстадский корабль. По окончании киносъёмок в 1985 году режиссёр Станислав Ростоцкий принял решение подарить деревянные корабли Выборгу за активную помощь (жители города принимали участие в съёмках в качестве массовки). 
Установленные на набережной 40-летия ВЛКСМ у гостиницы «Дружба» два древних варяжских судна превратились в визитную карточку города. Впоследствии, после организации кинофестиваля «Окно в Европу», многие из мероприятий которого проводятся в здании гостиницы, изображения ладей-драккаров стали частью фестивальной символики, что нашло отражение в эмблемах и призах фестиваля. 
В 2009 году пришедшие в негодность корабли были заменены изготовленными на Верфи деревянного судостроения «Варяг» макетами с обшивкой по традиционной технологии в одну доску из карельской берёзы. По их образцу установлена деревянная скамья на Рыночной площади.

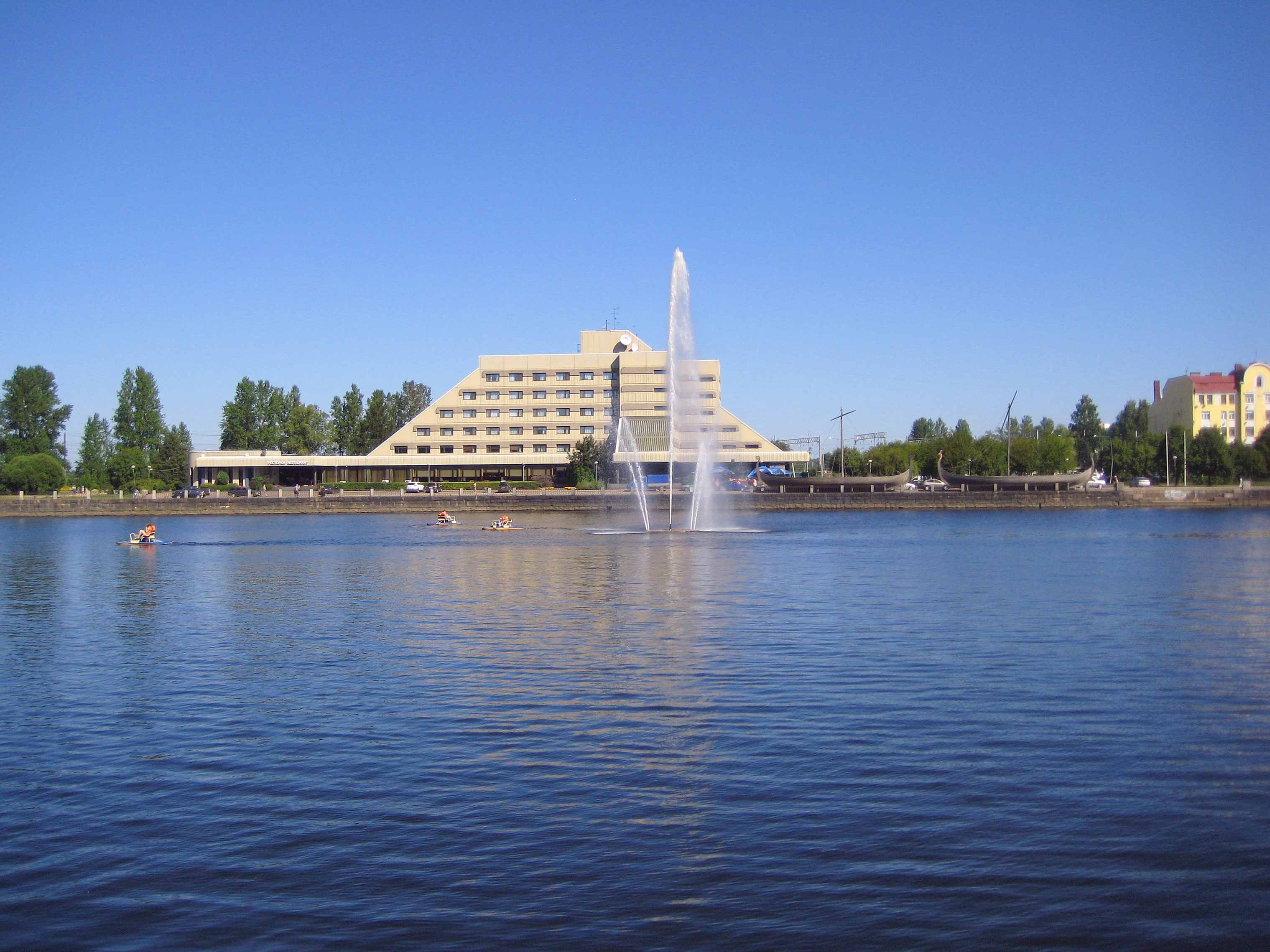
Гостиница «Дружба» и драккары
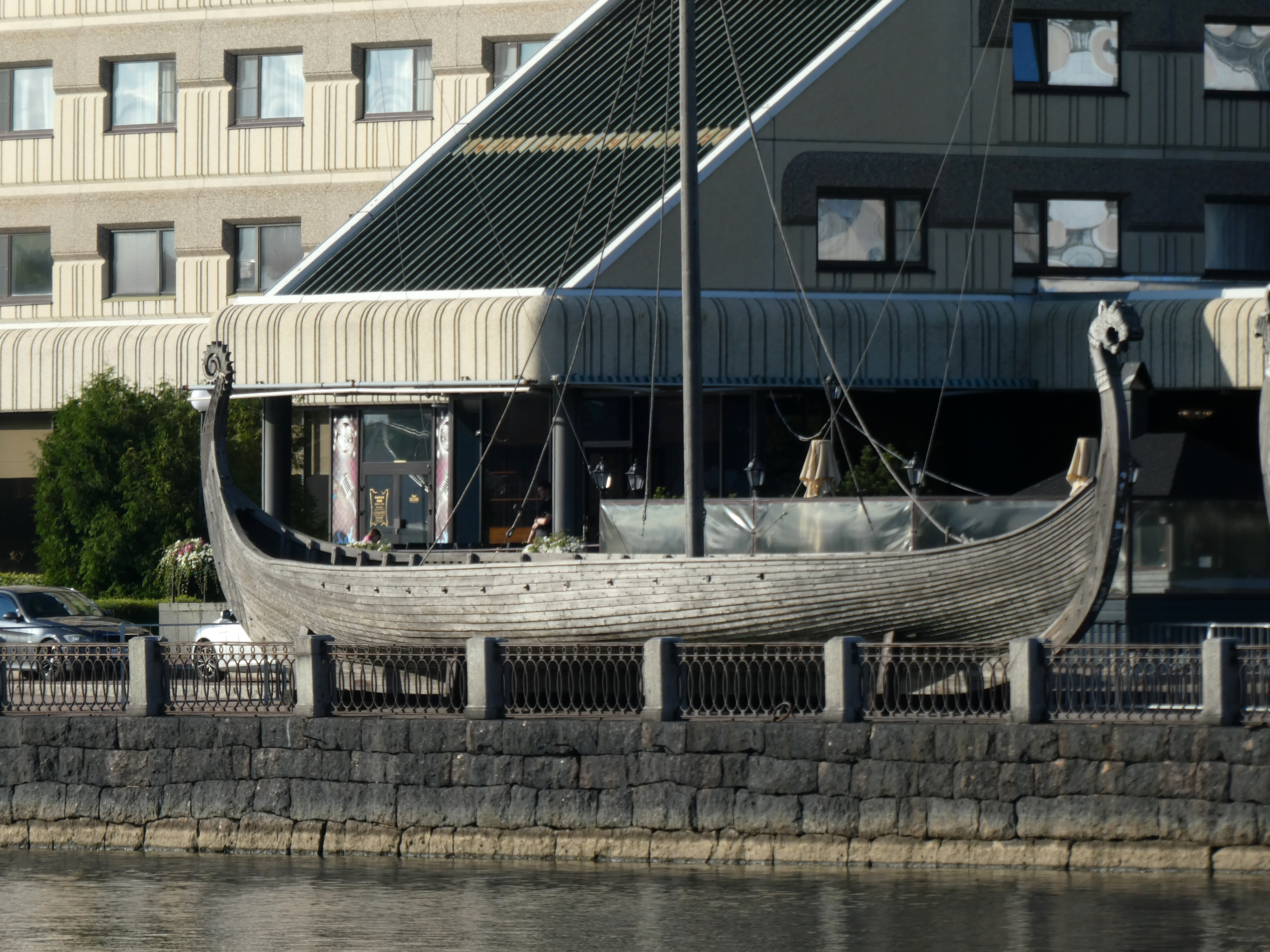
Один из драккаров
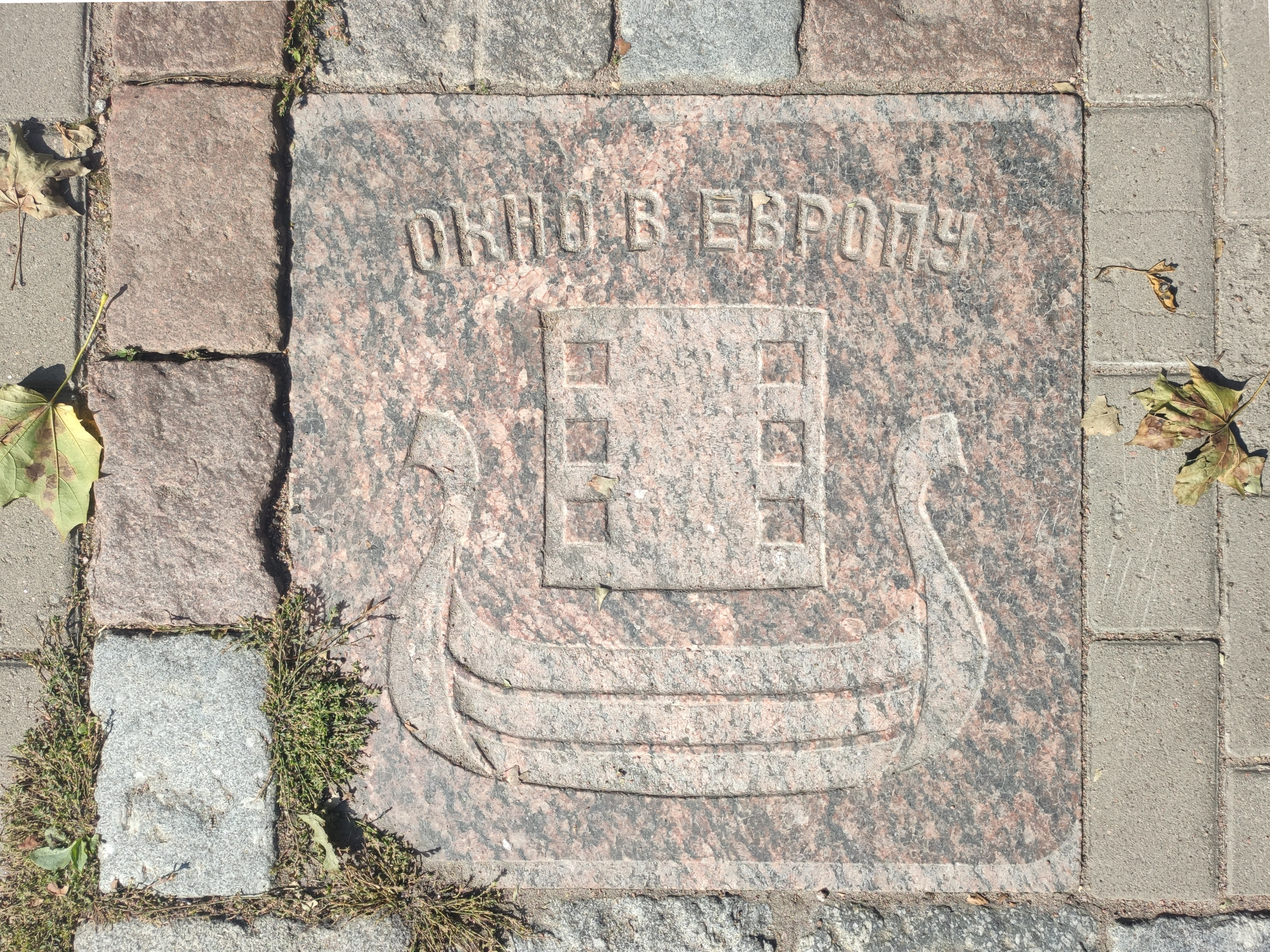
Эмблема кинофестиваля «Окно в Европу» на Аллее актёрской славы